# Gramàtica islandesa
L'islandès és un idioma flexiu en què els sintagmes nominals tenen quatre casos: nominatiu, acusatiu, datiu i genitiu. Els substantius poden tenir un dels tres gèneres gramaticals: masculí, femení o neutre. Els substantius, alguns numerals, els adjectius i els pronoms són declinables en quatre casos, en singular i en plural.

## Morfologia
La morfologia islandesa conserva gran part de l'estructura del germànic antic. Els substantius es declinen en cas, gènere i nombre, els adjectius en cas, gènere, nombre i comparació. Hi ha només dues declinacions per als adjectius: feble i forta. L'islandès té només l'article definit. Els verbs es conjuguen en temps, mode, persona, nombre i veu. Hi ha tres veus: activa, passiva i mitjana, això no obstant es pot qüestionar si la veu mitjana és una veu o simplement una classe independent de verbs. Hi ha dos temps: passat i present, per desenvolupar-los hi ha un cert nombre de construccions auxiliars.

### Substantius
Els substantius islandesos són semblants al nòrdic antic, tant en forma com en inflexió. Es declinen en els quatre casos ja mencionats, i varien en gènere i nombre. Hi ha dues declinacions principals per a cada gènere: substantius forts i febles. Hi ha també força declinacions diferents. Heus aquí un exemple de les declinacions regulars en els tres gèneres:
| nombre   | cas  | masculí | femení | neutre |
| -------- | ---- | ------- | ------ | ------ |
| singular | nom. | hattur  | borg   | glas   |
| singular | ac.  | hatt    | borg   | glas   |
| singular | dat. | hatti   | borg   | glasi  |
| singular | gen. | hatts   | borgar | glass  |
| plural   | nom. | hattar  | borgir | glös   |
| plural   | ac.  | hatta   | borgir | glös   |
| plural   | dat. | höttum  | borgum | glösum |
| plural   | gen. | hatta   | borga  | glasa  |

El gènere d'un substantiu es pot reconèixer per la terminació:
- Substantius masculins: acaben sovint en -ur, -i, -ll o -nn
- Substantius femenins: -a, -ing o -un
- Substantius neutres: si l'última lletra de la paraula té un accent agut (´) és generalment neutre.

Hi ha alguns substantius, com leikfimi (gimnàsia), que no són declinables.

### Articles
L'islandès no té articles indefinits (un, una, uns, unes) i l'article definit (el, la, els, les) s'uneix al final de la paraula. La següent taula mostra les formes habituals de sufixació de l'article definit:
| Sense article | Sense article | Sense article | Sense article | Sense article | Sense article | Article definit | Article definit | Article definit | Article definit | Article definit | Article definit |
| masculí       | masculí       | femení        | femení        | neutre        | neutre        | masculí         | masculí         | femení          | femení          | neutre          | neutre          |
| sing.         | plu.          | sing.         | plu.          | sing.         | plu.          | sing.           | plu.            | sing.           | plu.            | sing.           | plu.            |
| ------------- | ------------- | ------------- | ------------- | ------------- | ------------- | --------------- | --------------- | --------------- | --------------- | --------------- | --------------- |
| -ur           | -ar           | -0            | -ir           | -0            | -0            | -urinn          | -arnir          | -0in            | -irnar          | -0ið            | -0in            |
| -i            | -ar           | -0            | -ir           | -0            | -0            | -inn            | -arnir          | -0in            | -irnar          | -0ið            | -0in            |
| -ll           | -ar           | -a            | -ur           | -0            | -0            | -llinn          | -arnir          | -an             | -urnar          | -0ið            | -0in            |
| -nn           | -ar           | -a            | -ur           | -0            | -0            | -nninn          | -arnir          | -an             | -urnar          | -0ið            | -0in            |

L'exemple següent mostra tres substantius - un de cada gènere - sense i amb l'article determinat:
- Masculí: sófi (un sofà) --> sófinn (el sofà)
- Femení: taska (una bossa) --> taskan (la bossa)
- Neutre: heimilisfang (una adreça) --> heimilisfangið (l'adreça)

### Pronoms

#### Personals
Heus aquí la taula on es detallen els pronoms personals:
|          | cas  | 1a persona | 2a persona | 3a persona | 3a persona | 3a persona | 3a persona |
| -------- | ---- | ---------- | ---------- | ---------- | ---------- | ---------- | ---------- |
| singular | nom. | ég         | þú         | hann       | hún        | það        | hán        |
| singular | ac.  | mig        | þig        | hann       | hana       | það        | hán        |
| singular | dat. | mér        | þér        | honum      | henni      | því        | háni       |
| singular | gen. | mín        | þín        | hans       | hennar     | þess       | háns       |
| plural   | nom. | við        | þið        | þeir       | þær        | þau        | þau        |
| plural   | ac.  | okkur      | ykkur      | þá         | þær        | þau        | þau        |
| plural   | dat. | okkur      | ykkur      | þeim       | þeim       | þeim       | þeim       |
| plural   | gen. | okkar      | ykkar      | þeirra     | þeirra     | þeirra     | þeirra     |

La tercera persona del plural té tots tres gèneres. En referir-se a un grup de persones en què hi ha homes i dones s'empra la forma neutra. Com en francès, el pronom normalment va davant del verb.
Ég heiti Magnús --> Em dic Magnús
L'ordre de la frase pot invertir-se. En aquest cas, com en totes les llengües germàniques (tret de l'anglès modern), el verb ha d'ocupar obligatòriament el segon lloc:
Magnús heiti ég --> Magnús, em dic

#### Reflexius
L'islandès té un pronom reflexiu el funcionament del qual és molt semblant al del pronom alemany sich.
| cas  | pronom |
| ---- | ------ |
| ac.  | sig    |
| dat. | sér    |
| gen. | sín    |

Per exemple:
hann þvær sér --> ell es renta
hún klæðir sig --> ella es vesteix
El pronom reflexiu no té ni nominatiu ni tampoc fa diferència de gènere i nombre.

#### Possessius
Heus aquí la taula amb els pronoms possessius d'un sol posseïdor:
|          | cas  | 1a persona | 1a persona | 1a persona | 2a persona | 2a persona | 2a persona | 3a persona | 3a persona | 3a persona |
| -------- | ---- | ---------- | ---------- | ---------- | ---------- | ---------- | ---------- | ---------- | ---------- | ---------- |
| singular | nom. | minn       | mín        | mitt       | þinn       | þín        | þitt       | sinn       | sín        | sitt       |
| singular | ac.  | minn       | mína       | mitt       | þinn       | þína       | þitt       | sinn       | sína       | sitt       |
| singular | dat. | mínum      | minni      | mínu       | þínum      | þinni      | þínu       | sínum      | sinni      | sínu       |
| singular | gen. | míns       | minnar     | míns       | þíns       | þinnar     | þíns       | síns       | sinnar     | síns       |
| plural   | nom. | mínir      | mínar      | mín        | þínir      | þínar      | þín        | sínir      | sínar      | sín        |
| plural   | ac.  | mína       | mínar      | mín        | þína       | þínar      | þín        | sína       | sínar      | sín        |
| plural   | dat. | mínum      | mínum      | mínum      | þínum      | þínum      | þínum      | sínum      | sínum      | sínum      |
| plural   | gen. | minna      | minna      | minna      | þinna      | þinna      | þinna      | sinna      | sinna      | sinna      |

Les tres columnes per a cada persona representen masculí, femení i neutre, respectivament.

#### Demostratius
Aquesta és la declinació dels demostratius en islandès:
|          | cas  | þessi   | þessi    | þessi   | sá     | sá      | sá     | hinn  | hinn   | hinn     |
| -------- | ---- | ------- | -------- | ------- | ------ | ------- | ------ | ----- | ------ | -------- |
| singular | nom. | þessi   | þessi    | þetta   | sá     | sú      | það    | hinn  | hin    | hitt/hið |
| singular | ac.  | þennan  | þessa    | þetta   | þann   | þá      | það    | hinn  | hina   | hitt/hið |
| singular | dat. | þessum  | þessari  | þessu   | þeim   | þeirri  | því    | hinum | hinni  | hinu     |
| singular | gen. | þessa   | þessarar | þessa   | þess   | þeirrar | þess   | hins  | hinnar | hins     |
| plural   | nom. | þessir  | þessar   | þessi   | þeir   | þær     | þau    | hinir | hinar  | hin      |
| plural   | ac.  | þessa   | þessar   | þessi   | þá     | þær     | þau    | hina  | hinar  | hin      |
| plural   | dat. | þessum  | þessum   | þessum  | þeim   | þeim    | þeim   | hinum | hinum  | hinum    |
| plural   | gen. | þessara | þessara  | þessara | þeirra | þeirra  | þeirra | hinna | hinna  | hinna    |

Les tres columnes representen masculí, femení i neutre, respectivament.

#### Indefinits
Hi ha entre quinze i vint indefinits. A tall d'exemple aquí es presenta la declinació d'enginn (ningú):
| ningú    | cas  | Masculí          | Femení           | Neutre           |
| -------- | ---- | ---------------- | ---------------- | ---------------- |
| singular | nom. | enginn (engi)    | engin (engi)     | ekkert (ekki)    |
| singular | ac.  | engan (öng(v)an) | enga (öng(v)a)   | ekkert (ekki)    |
| singular | dat. | engum (öng(v)um) | engri (öngri)    | engu (öng(v)u)   |
| singular | gen. | einskis (einkis) | engrar (öngrar)  | einskis (einkis) |
| plural   | nom. | engir (öng(v)ir) | engar (öng(v)ar) | engin (engi)     |
| plural   | ac.  | enga (öng(v)a)   | engar (öng(v)ar) | engin (engi)     |
| plural   | dat. | engum (öng(v)um) | engum (öng(v)um) | engum (öng(v)um) |
| plural   | gen. | engra (öngra)    | engra (öngra)    | engra (öngra)    |

Aquest és probablement el pronom islandès més estrany, però cal destacar que mai no se'n faria un mal ús si es fes servir les primeres formes. Les formes entre parèntesis o bé són dialectalismes o bé arcaismes, i es fan servir únicament en composicions poètiques. Hi ha, també, una forma fossilitzada, einugi, que és el cas datiu singular del gènere neutre.

### Numerals
El tret més característic dels numerals és que de l'u al quatre es declinen segons els respectius casos i gèneres:
| u         | masculí | femení | neutre |
| --------- | ------- | ------ | ------ |
| nominatiu | einn    | ein    | eitt   |
| acusatiu  | einn    | eina   | eitt   |
| datiu     | einum   | einni  | einu   |
| genitiu   | eins    | einnar | eins   |

| dos, dues | masculí | femení  | neutre  |
| --------- | ------- | ------- | ------- |
| nominatiu | tveir   | tvær    | tvö     |
| acusatiu  | tvo     | tvær    | tvö     |
| datiu     | tveimur | tveimur | tveimur |
| genitiu   | tveggja | tveggja | tveggja |

| tres      | masculí | femení  | neutre  |
| --------- | ------- | ------- | ------- |
| nominatiu | þrír    | þrjár   | þrjú    |
| acusatiu  | þrjá    | þrjár   | þrjú    |
| datiu     | þremur  | þremur  | þremur  |
| genitiu   | þriggja | þriggja | þriggja |

| quatre    | masculí  | femení   | neutre   |
| --------- | -------- | -------- | -------- |
| nominatiu | fjórir   | fjórar   | fjögur   |
| acusatiu  | fjóra    | fjórar   | fjögur   |
| datiu     | fjórum   | fjórum   | fjórum   |
| genitiu   | fjögurra | fjögurra | fjögurra |

Els altres nombres no es declinen:
| cinc    | fimm    | dinou     | nítján          |
| sis     | sex     | vint      | tuttugu         |
| set     | sjö     | vint-i-u  | tuttugu og einn |
| vuit    | átta    | trenta    | þrjátíu         |
| nou     | níu     | quaranta  | fjörutíu        |
| deu     | tíu     | cinquanta | fimmtíu         |
| onze    | ellefu  | seixanta  | sextíu          |
| dotze   | tólf    | setanta   | sjötíu          |
| tretze  | þrettán | vuitanta  | áttatíu         |
| catorze | fjórtán | noranta   | níutíu          |
| quinze  | fimmtán | cent      | (eitt) hundrað  |
| setze   | sextán  | mil       | (eitt) þúsund   |
| disset  | sautján | un milió  | (ein) miljón    |
| divuit  | átján   | zero      | núll            |